# 於地紘仁
於地 紘仁（おち こうじん、本名：越智 浩仁（おち ひろひと））は、日本のアニメ監督、演出家、脚本家。

## 来歴・人物
岐阜県出身。1982年宇都宮大学教育学部入学。アニメーション研究会にて、『伝説巨神イデオン』の上映会を行い、大学時代から既にアニメーション活動を行っていた。1986年中退。
以前は本名の越智浩仁の名義で活動していたが、2006年頃より於地紘仁に変更し、現在に至る。サンライズやトムス・エンタテインメント、ゆめ太カンパニーの作品に関わる事が多い。
『名探偵コナン』で2008年6月から、佐藤真人に代わり『名探偵コナン』のテレビシリーズの監督を務めたが、2012年9月に降板。2代目の前監督であった山本泰一郎が再び監督を務めている。その他、『獣戦士ガルキーバ』や『戦国無双』では一部回の脚本も担当。

## 参加作品

### テレビアニメ
1988年
- トッポ・ジージョ（制作進行）

1991年
- 太陽の勇者ファイバード（1991年 - 1992年、演出）

1992年
- 元気爆発ガンバルガー（1992年 - 1993年、絵コンテ・演出）

1993年
- 熱血最強ゴウザウラー（1993年 - 1994年、絵コンテ・演出）

1994年
- 覇王大系リューナイト（1994年 - 1995年、絵コンテ・演出）

1995年
- 獣戦士ガルキーバ（脚本・絵コンテ・演出）
- 新機動戦記ガンダムW（1995年 - 1996年、絵コンテ）

1996年
- 機動新世紀ガンダムX（絵コンテ・演出）
- 名探偵コナン（1996年 - 、監督（4代目・2008年 - 2012年）・脚本（越智浩仁・宇恩寺稚子名義）・構成・絵コンテ・演出・OP、ED絵コンテ・ED演出）

1997年
- MAZE☆爆熱時空（絵コンテ・演出）
- ネクスト戦記EHRGEIZ（絵コンテ・演出）
- 勇者王ガオガイガー（1997年 - 1998年、絵コンテ）

1998年
- ブレンパワード（絵コンテ・演出）

1999年
- 逮捕しちゃうぞ（絵コンテ・演出）

2000年
- BRIGADOON まりんとメラン（2000年 - 2001年、絵コンテ）

2001年
- Z.O.E Dolores, i（絵コンテ）
- 爆転シュート ベイブレード（絵コンテ）
- ポケットモンスタークリスタル ライコウ雷の伝説（絵コンテ・演出・OPアニメーション）

2002年
- ギャラクシーエンジェル (第3期、演出）
- 天使な小生意気（2002年 - 2003年、絵コンテ）

2004年
- 遙かなる時空の中で-八葉抄-（2004年 - 2005年、絵コンテ・演出）

2006年
- 金色のコルダ〜primo passo〜（2006年 - 2007年、監督・絵コンテ・OP絵コンテ）
- ポケットモンスター ダイヤモンド&パール（2006年 - 2010年、絵コンテ）

2009年
- 金色のコルダ〜secondo passo〜（監督・絵コンテ）

2013年
- カードファイト!! ヴァンガード リンクジョーカー編（絵コンテ）

2014年
- 戦国無双SP 真田の章（監督・絵コンテ・演出）
- 金色のコルダ Blue♪Sky（総監督・絵コンテ）
- オオカミ少女と黒王子（絵コンテ）

2015年
- 戦国無双（監督・脚本（宇恩寺稚子名義）・絵コンテ・OP、ED絵コンテ・ED演出）
- カードファイト!! ヴァンガードG（絵コンテ）
- ヤング ブラック・ジャック（絵コンテ）
- カードファイト!! ヴァンガードG ギアースクライシス編（2015年 - 2016年、絵コンテ）

2016年
- カードファイト!! ヴァンガードG ストライドゲート編（絵コンテ）

2017年
- 鬼平（絵コンテ）
- UQ HOLDER! 〜魔法先生ネギま!2〜（絵コンテ）

2018年
- 狐狸之声（監督・脚本（宇恩寺稚子名義）・絵コンテ）
- とある魔術の禁書目録III（絵コンテ）

2019年
- Re:ステージ! ドリームデイズ♪（絵コンテ）
- ダンジョンに出会いを求めるのは間違っているだろうかII（絵コンテ）

2020年
- ダンジョンに出会いを求めるのは間違っているだろうかIII（絵コンテ）

2021年
- マブラヴ オルタネイティヴ（演出）

2022年
- CUE!（絵コンテ・演出）
- 東京ミュウミュウ にゅ〜♡（絵コンテ・演出）

2024年
- HIGH CARD（絵コンテ）
- アサティール2 未来の昔ばなし（絵コンテ〈未来パート〉）

### 劇場アニメ
2001年
- 劇場版ポケットモンスター セレビィ 時を超えた遭遇（演出）

2002年
- 劇場版ポケットモンスター 水の都の護神 ラティアスとラティオス（演出）

2004年
- 劇場版ポケットモンスター アドバンスジェネレーション 裂空の訪問者 デオキシス（演出）
- 新暗行御史（演出）

2006年
- 劇場版ポケットモンスター アドバンスジェネレーション ポケモンレンジャーと蒼海の王子 マナフィ（絵コンテ・演出）

2007年
- えいがでとーじょー! たまごっち ドキドキ! うちゅーのまいごっち!?（絵コンテ・演出）

2013年
- 劇場版ポケットモンスター ベストウイッシュ 神速のゲノセクト ミュウツー覚醒（演出）

2017年
- 映画 妖怪ウォッチ シャドウサイド 鬼王の復活（絵コンテ・演出）

### OVA
1989年
- 銀河英雄伝説（制作進行）
- 超人ロック ロードレオン（設定制作）
- 青春夫婦物語 恋子の毎日（-1990年、制作デスク・制作進行）

1990年
- 力王 RIKI-OH VIOLENCE2 滅びの子（制作担当）

1991年
- 超人ロック 新世界戦隊（演出助手）

1993年
- うしおととら（絵コンテ・演出）

1994年
- ジェノサイバー（演出）

1998年
- 沈黙の艦隊（演出）

2009年
- 名探偵コナン 10年後の異邦人（監督・ED絵コンテ）

2010年
- 名探偵コナン KID in TRAP ISLAND（監督）

2011年
- 名探偵コナン ロンドンからの㊙指令（監督）

### Webアニメ
- 終末のワルキューレ（2021年）絵コンテ・演出

### プラネタリウム
- 名探偵コナン 星影の魔術師（2012年）監督